# IC 3430
IC 3430 ist eine Zwerggalaxie im Sternbild Jungfrau nördlich der Ekliptik. Sie ist schätzungsweise 87 Millionen Lichtjahre von der Milchstraße entfernt und hat einen Durchmesser von etwa 25.000 Lj. Die Galaxie wird unter der Katalognummer VVC 1273 als Teil des Virgo-Galaxienhaufens gelistet.
Im selben Himmelsareal befinden sich u. a. die Galaxien NGC 4451, NGC 4469, NGC 4483, IC 793.
Das Objekt wurde am 15. Februar 1900 von Arnold Schwassmann entdeckt.